# نمک‌زدایی
نمک‌زدایی یا شیرین کردن آب (به انگلیسی: Desalination or desalination) اشاره به هر یک از چند فرایندی است که مقداری نمک و سایر مواد معدنی را از آب شور جدا می‌کند. همچنین به‌طور کلی، منظور از نمک‌زدایی حذف نمک‌ها و مواد معدنی همانند نمک‌زدایی خاک است.

آب شور جهت تولید آب شیرینی که برای مصرف انسان یا آبیاری مناسب است، نمک‌زدایی می‌شود. یک محصول جانبی بالقوه از نمک‌زدایی، نمک است. نمک‌زدایی در کشتی‌های بزرگ و زیردریایی مورد استفاده قرار می‌گیرد. بیشتر سرمایه‌گذاری‌های اخیر در نمک‌زدایی، بر توسعه راه‌های مقرون به صرفه تأمین آب شیرین برای استفاده انسان، متمرکز شده‌است. در کنار بازیافت آب از فاضلاب، این یکی از چندین منابع تأمین آب مستقل از بارش است.
در مقیاس بزرگ، نمک‌زدایی به‌طور معمول با استفاده از مقدار زیادی انرژی، زیرساخت‌های اختصاصی و گران‌قیمت انجام می‌شود که آن را از آب تازه به دست آمده از منابع معمول مانند رودخانه‌ها یا آبهای زیرزمینی گران‌تر می‌سازد.
تقریباً بین ۱۶٬۰۰۰ تا ۲۳٬۰۰۰ کارخانه آب‌شیرین‌کن فعال در ۱۷۷ کشور جهان وجود دارد که در مجموع حدود ۹۵ میلیون متر مکعب آب شیرین در روز تولید می‌کنند. کشورهای خشکسال خاورمیانه که به دریاها دسترسی دارند، بیشترین تناسب را برای استفاده از آب شیرین‌شده دارند. موفق‌ترین کشورهای خاورمیانه در این زمینه عبارت‌اند از: عربستان سعودی، امارات متحده عربی و اسرائیل.
نمک‌زدایی به ویژه مناسب کشورهایی مانند استرالیا است، که به‌طور سنتی بر روی جمع‌آوری بارش پشت سدها برای تأمین منابع آب آشامیدنی خود اتکا می‌کند. به گفته انجمن بین‌المللی نمک‌زدایی در سال ۲۰۰۹، ۱۴۴۵۱ واحد نمک‌زدایی در سراسر جهان در حال بهره‌برداری بوده که ۹/۵۹ میلیون مترمکعب در روز تولید می‌کرده‌اند، با افزایش تولید سالیانه برابر ۳/۱۲٪. تولید در سال ۲۰۱۰ برابر ۶۸ میلیون مترمکعب بوده و انتظار می‌رود که تا سال ۲۰۲۰ به ۱۲۰ میلیون مترمکعب برسد، ۴۰ میلیون مترمکعب در خاورمیانه برنامه‌ریزی شده‌است. بزرگترین کارخانه آب شیرین کن در جهان کارخانه نمک‌زدایی جبل علی (فاز ۲) در امارات متحده عربی است.

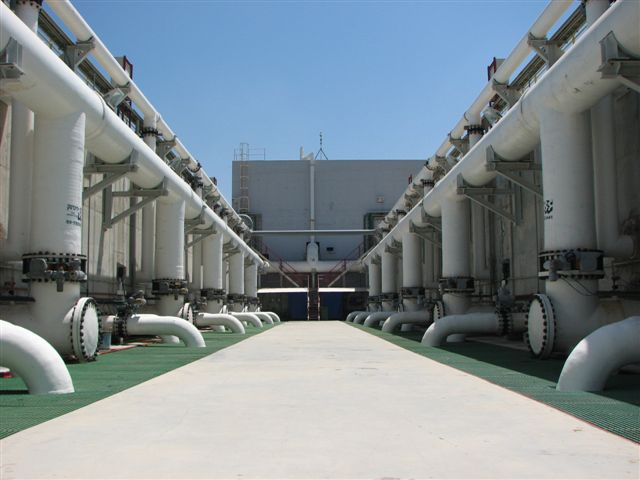
کارخانه شیرین‌سازی آب در اسرائیل

در پی بحران شدید آب در ایران که ناشی از کاهش مستمر بارندگی‌ها و نیز سوء‌مدیریت مزمن منابع آبی توسط حکومت است، نمک‌زدایی (شیرین‌سازی آب دریا) به‌عنوان یکی از گزینه‌های اصلی برای مقابله با کم‌آبی مطرح شده‌است. با این‌حال، اجرای گسترده این فناوری‌ها با چالش‌های عمده‌ای مواجه است؛ از جمله کمبود سرمایه‌گذاری خارجی، دسترسی محدود به فناوری‌های پیشرفته و مهم‌تر از همه، تحریم‌های بین‌المللی که مانعی اساسی در مسیر واردات تجهیزات تخصصی و همکاری‌های منطقه‌ای محسوب می‌شود.

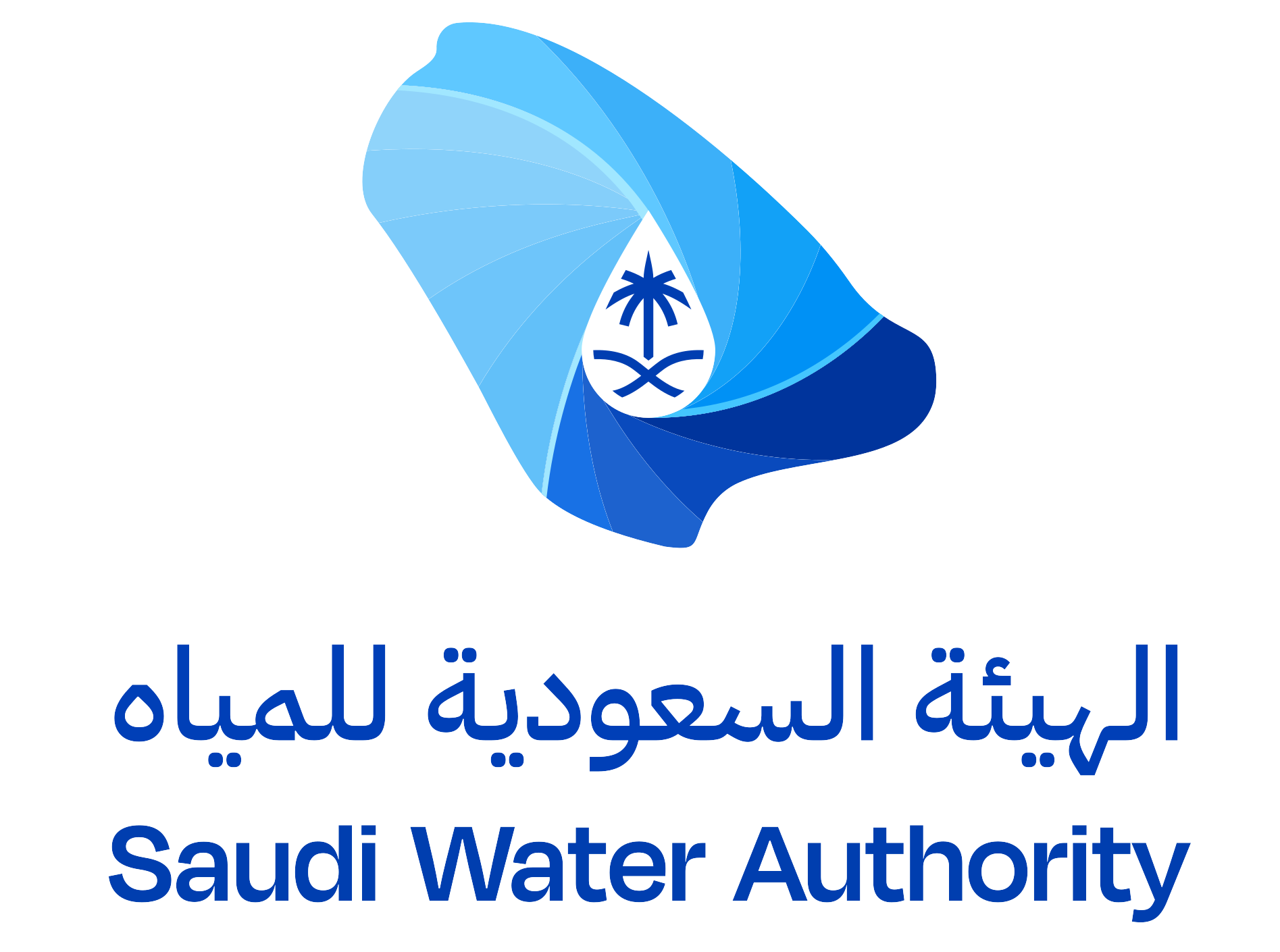
سازمان آب عربستان سعودی

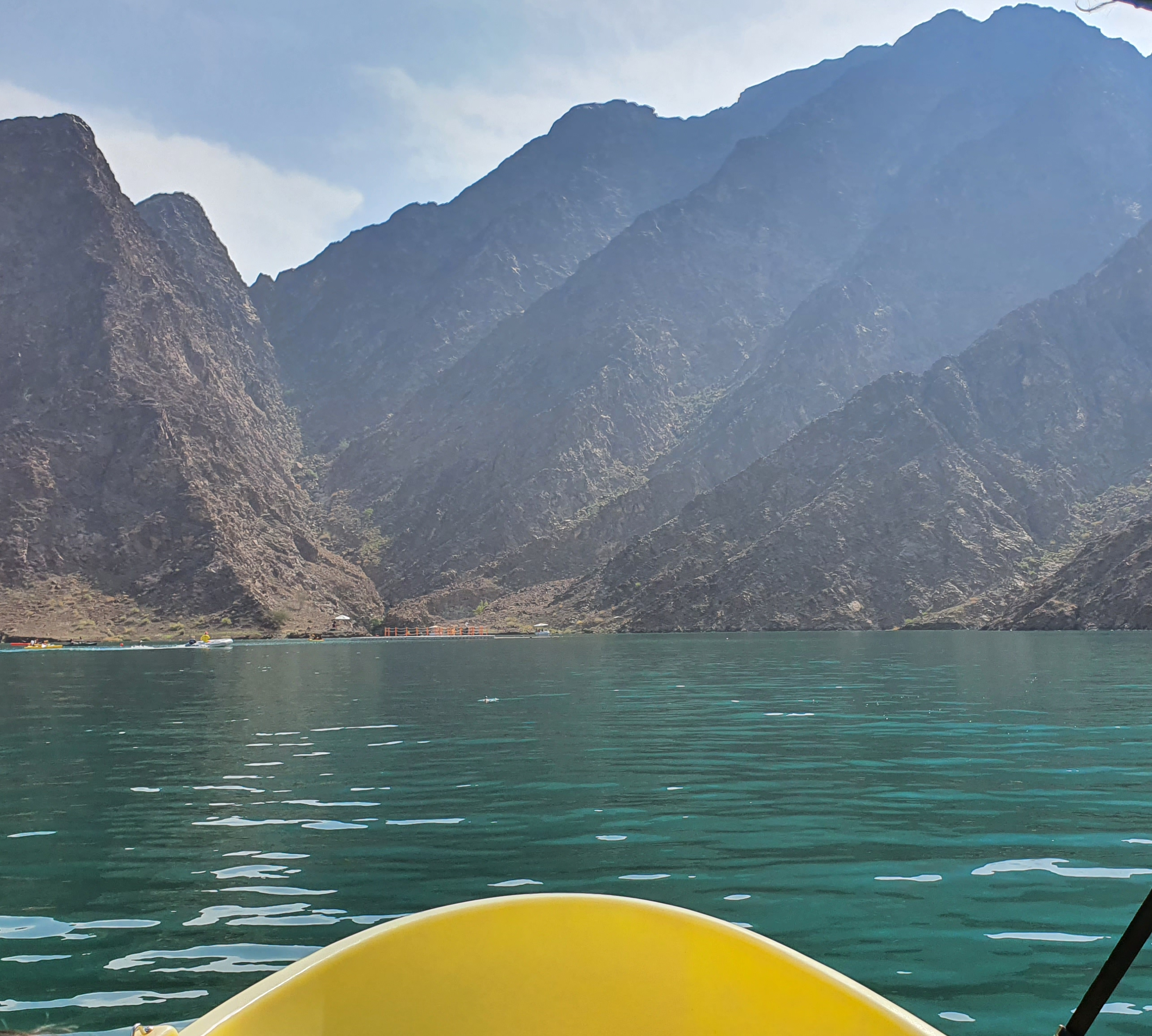
آب فراوان در دبی

## تاریخه
فیلسوف یونان باستان، ارسطو، در اثر خود «هواشناسی» مشاهده کرده است که «آب شور، هنگامی که به بخار تبدیل می‌شود، شیرین می‌گردد و بخار هنگام تقطیر دوباره به آب شور تبدیل نمی‌شود»؛ و همچنین اشاره کرده که یک ظرف مومی ظریف، پس از مدتی غوطه‌ور بودن در آب دریا، می‌تواند آب آشامیدنی را در خود نگه دارد، زیرا مانند غشایی عمل کرده و نمک را فیلتر کرده است.
در همان زمان، فرآیند شیرین‌سازی آب دریا در چین نیز ثبت شده بود. هم در کتاب «کلاسیک کوه‌ها و دریاها» متعلق به دوره «جنگ‌های ایالتی»، و هم در رساله «نظریه سال یکسان» از دوران سلسله «هان شرقی»، آمده است که مردم دریافته بودند حصیرهای بامبویی که برای بخارپز کردن برنج استفاده می‌شد، پس از استفاده طولانی‌مدت، لایه نازکی در سطح بیرونی خود تشکیل می‌دهند. این لایه نازک دارای ویژگی‌های جذب و تبادل یونی بوده و می‌توانسته نمک را جذب کند.
نمونه‌های متعددی از آزمایش‌ها در زمینه شیرین‌سازی آب در دوران باستان و قرون وسطی دیده می‌شود، اما امکان اجرای این فرآیند در مقیاس وسیع تنها در دوران مدرن فراهم شد. یکی از نمونه‌های برجسته این آزمایش‌ها مربوط به لئوناردو داوینچی (فلورانس، ۱۴۵۲) است که دریافت آب مقطر را می‌توان به‌سادگی و با هزینه کم، از طریق تطبیق یک دستگاه تقطیر با اجاق آشپزی، در حجم بالا تولید کرد. در قرون وسطی، در نقاط دیگر اروپای مرکزی نیز کار بر روی بهبود روش‌های تقطیر ادامه داشت، هرچند که این تلاش‌ها لزوماً به منظور شیرین‌سازی آب نبوده‌اند.
نخستین تأسیسات بزرگ شیرین‌سازی آب در خشکی احتمالاً در شرایط اضطراری در جزیره‌ای در نزدیکی ساحل تونس در سال ۱۵۶۰ نصب شده است. گفته می‌شود که یک پادگان متشکل از ۷۰۰ سرباز اسپانیایی توسط ارتش عثمانی تحت محاصره قرار گرفت و در جریان این محاصره، فرمانده پادگان دستگاه تقطیری ساخت که قادر به تولید روزانه ۴۰ بشکه آب شیرین بود، اگرچه جزئیات دقیق این دستگاه گزارش نشده است.
پیش از انقلاب صنعتی، شیرین‌سازی آب در درجه اول مورد توجه کشتی‌های اقیانوس‌پیما بود، چرا که این کشتی‌ها در غیر این صورت ناچار بودند ذخایر آب شیرین را به همراه داشته باشند. سِر ریچارد هاوکینز (۱۵۶۲–۱۶۲۲)، که سفرهای گسترده‌ای به آب‌های جنوبی داشت، گزارش کرده که توانسته بود از طریق تقطیر آب در کشتی، آب شیرین مورد نیاز خدمه‌اش را تأمین کند. علاوه بر این، در اوایل دهه ۱۶۰۰، چندین چهره برجسته آن دوران از جمله فرانسیس بیکن و والتر رالی، گزارش‌هایی درباره شیرین‌سازی آب منتشر کردند. این گزارش‌ها و سایر نوشته‌های مشابه، زمینه را برای نخستین منازعه حقوقی پیرامون دستگاه‌های شیرین‌سازی آب فراهم کردند.  نخستین دو حق ثبت اختراع مربوط به شیرین‌سازی آب در سال‌های ۱۶۷۵ و ۱۶۸۳ به ثبت رسیدند (به ترتیب پتنت شماره ۱۸۴ توسط ویلیام والکات و پتنت شماره ۲۲۶ توسط رابرت فیتزجرالد و دیگران). با این حال، هیچ‌یک از این دو اختراع به دلیل دشواری در توسعه و مقیاس‌پذیری، وارد مرحله بهره‌برداری نشدند. از میانه‌های قرن هفدهم تا سال ۱۸۰۰، طی ۱۵۰ سال، هیچ پیشرفت قابل توجهی در فرآیند تقطیر آب دریا حاصل نشد.
از حدود سال ۱۸۰۰، با ظهور موتور بخار و آغاز دوران موسوم به «عصر بخار»، تحولات قابل توجهی در زمینه شیرین‌سازی آب به وجود آمد. آشنایی با ترمودینامیک فرآیندهای بخار و نیاز به منبع آب خالص برای استفاده در دیگ‌های بخار، تأثیر مثبتی بر توسعه سیستم‌های تقطیر گذاشت. علاوه بر این، گسترش استعمار اروپایی باعث شد که در نقاط دورافتاده جهان، نیاز فزاینده‌ای به آب شیرین احساس شود؛ مسئله‌ای که زمینه مساعدی برای پیشرفت در حوزه شیرین‌سازی آب فراهم کرد.
تا اواخر دهه ۱۹۶۰ و اوایل دهه ۱۹۷۰، فناوری اسمز معکوس (RO) شروع به ارائه نتایج امیدوارکننده‌ای به‌عنوان جایگزینی برای واحدهای سنتی شیرین‌سازی حرارتی کرد. تحقیقات گسترده‌ای در این زمینه در دانشگاه‌های ایالتی کالیفرنیا، شرکت داو کمیکال و شرکت دوپونت انجام گرفت. بسیاری از این مطالعات بر روش‌هایی برای بهینه‌سازی سیستم‌های شیرین‌سازی متمرکز بودند.  نخستین کارخانه تجاری RO، کارخانه شیرین‌سازی کولینگا، در سال ۱۹۶۵ در ایالت کالیفرنیا برای آب لب‌شور افتتاح شد. دکتر سیدنی لوب، با همکاری اعضای هیئت علمی دانشگاه UCLA، یک کارخانه آزمایشی بزرگ طراحی کرد تا داده‌هایی درباره فرآیند اسمز معکوس گردآوری کند، اما این پروژه آن‌قدر موفق بود که توانست آب شیرین مورد نیاز ساکنان شهر کولینگا را تأمین کند. این اتفاق نقطه عطفی در فناوری شیرین‌سازی آب به شمار می‌آید، زیرا قابلیت عملیاتی بودن فناوری RO را اثبات کرد و مزایای آن نسبت به فناوری‌های موجود—نظیر راندمان بالا، عدم نیاز به تغییر فاز، عملکرد در دمای محیط، قابلیت مقیاس‌پذیری و سهولت استانداردسازی—را به نمایش گذاشت.  چند سال بعد، در سال ۱۹۷۵، نخستین کارخانه اسمز معکوس ویژه آب دریا به بهره‌برداری رسید.
تا سال ۲۰۰۰، بیش از ۲۰۰۰ کارخانه شیرین‌سازی آب در حال بهره‌برداری بودند. بزرگ‌ترین این تأسیسات در کشورهای عربستان سعودی، اسرائیل و امارات متحده عربی قرار دارند. بزرگ‌ترین کارخانه شیرین‌سازی آب در جهان با ظرفیت ۱٬۴۰۱٬۰۰۰ متر مکعب در روز در راس‌الخیِر، عربستان سعودی واقع شده است.
بین سال‌های ۲۰۲۴ تا ۲۰۲۵، اسپانیا به‌تازگی از سرمایه‌گذاری‌ای به ارزش ۳۴۰ میلیون یورو برای ساخت بزرگ‌ترین کارخانه شیرین‌سازی آب در آفریقا در شهر کازابلانکا (دارالبیضاء) خبر داده است. این اقدام نشان‌دهنده اهمیت روزافزون زیرساخت‌های شیرین‌سازی آب در مقیاس وسیع در پاسخ به بحران‌های آبی جهانی است.

## آب شیرین کن به روش اسمز معکوس چیست؟
اسمز معکوس روشی برای تصفیه آب دریا یا آب معمولی است که از یک غشای نیمه تراوا استفاده می‌کند که از طریق آن می‌توان نوعی فیلتراسیون آب را انجام داد. در فرایند اسمز، اما برخلاف فیلتراسیون، فشار خاصی برای غلبه بر فشار اسمزی ایجاد می‌شود و این مرحله در پایان به آب تصفیه شده اجازه می‌دهد.
فرایند اسمز معکوس قادر است تمام مولکول‌ها و یون‌های موجود در آب معمولی را حذف کند و به همین دلیل در بخش صنعتی و در تولید آب آشامیدنی استفاده می‌شود. در عمل، تنها حلال خالص از یک غشای نیمه تراوا عبور می‌کند، در حالی که املاح روی خود غشاء جمع می‌شود؛ بنابراین دقیقاً این غشاء است که مولکول‌ها و یون‌هایی را انتخاب می‌کند که می‌توانند عبور کنند یا نه، اجازه عبور به همه آن مولکول‌های بزرگ‌تر را نمی‌دهند، در حالی که حلال‌های کوچک‌تر می‌توانند بدون مشکل از آن عبور کنند.
برای جلوگیری از آلودگی میکروبیولوژیکی، سایر مراحل تصفیه در سیستم‌های آب شیرین کن به روش اسمز معکوس گنجانده شده‌است، زیرا برخی از باکتری‌ها قادر به عبور از غشاها یا نشت‌های کوچکی هستند که ممکن است وجود داشته باشد. اما در اروپا تصفیه آب‌های معدنی با اسمز معکوس طبق قانون مجاز نیست.
آب باران را می‌توان به راحتی از طریق پردازنده‌های اسمز معکوس تصفیه کرد و می‌توان از آن برای آبیاری و خنک‌سازی صنعتی مجدد استفاده کرد یا حتی در صورت کمبود ناگهانی به عنوان یک مخزن آب عمل کرد.
در صنعت از اسمز برای حذف مواد معدنی از آب دیگ‌های نیروگاه استفاده می‌شود که باید تا حد امکان خالص باشد تا رسوبی برجای نگذارد و ماشین آلات را خورده نکند. در واقع، وجود رسوبات احتمالی در داخل یا خارج لوله‌های دیگ می‌تواند منجر به کاهش کیفیت عملکرد خود دیگ و در نتیجه تولید بخار ضعیف شود.

## روش‌ها
روش سنتی مورد استفاده در این عملیات تقطیر خلاء می‌باشد که اساس آن جوشش آب در فشار کمتر از اتمسفر و در نتیجه دمای بسیار پایین‌تر از حد نرمال است. دلیل این است که جوشش یک مایع زمانی اتفاق می‌افتد که فشار بخار برابر فشار محیط باشد و فشار بخار با دما افزایش می‌یابد؛ بنابراین، به دلیل کاهش درجه حرارت، انرژی ذخیره می‌شود. روش پیشرفته تقطیر چند مرحله‌ای، ۸۵٪ از نیاز جهان در سال ۲۰۰۴ را برآورده کرده‌است.

در فرایندهای رقابتی که برای نمک زدایی، غشاء بکار می‌رود، اساساً از فناوری اسمز معکوس استفاده می‌کنند. فرایندهای غشایی با استفاده از غشاء نیمه تراوا و فشار، نمک را از آب جدا می‌کنند. سیستم واحدهای اسمز معکوس به‌طور معمول با انرژی کمتر نسبت به روش تقطیر حرارتی کار می‌کنند، که منجر به کاهش کلی هزینه آب شیرین کن‌ها در طول دهه گذشته شده‌است. نمک زدایی کماکان انرژی زیادی مصرف می‌کند، با این حال، هزینه‌ها ی بعدی آن هم به قیمت انرژی بستگی خواهد داشت وهم به قیمت فناوری نمک زدایی.

## نقد و بررسی

### تولید همزمان

نمایی از نمک‌زدایی به روش تقطیر چند مرحله‌ای A - ورودی بخار B - ورودی آب دریا C - خروجی آب آشامیدنی D - خروجی پساب E - خروجی بخار F - مبدل حرارتی G - جمع‌آوری آب میعان شده H - هیتر

تولید همزمان فرایندی است که از گرمای اضافی ناشی از تولید برق برای انجام کار دیگری استفاده می‌شود. در نمک زدایی، تولید همزمان یعنی تولید آب آشامیدنی از آب دریا یا آب زیرزمینی شور در یک واحد یکپارچه، یا «دو منظوره» است، که در آن یک نیروگاه منبع انرژی برای واحد تولید آب شیرین است. انرژی تولیدی واحد ممکن است صرف تولید آب آشامیدنی شود (واحد مستقل) یا می‌توان انرژی اضافی تولید شده و را وارد شبکه برق نمود. (واحد تولید همزمان واقعی) تولید همزمان انواع مختلف دارد و از نظر تئوری هر نوعی از انرژی می‌تواند مورد استفاده قرار گیرد. با این حال، اکثریت واحدهای موجود و برنامه‌ریزی شده واحدهای نمک زدای تولید همزمان، یا با سوخت‌های فسیلی یا انرژی هسته‌ای به عنوان منبع انرژی کار می‌کنند. اکثر واحدها در خاورمیانه و شمال آفریقا هستند، که از منابع نفت خود برای جبران محدودیت منابع آبی استفاده می‌کنند. مزیت واحد دو منظوره، راندمان بالاتر در مصرف انرژی است، در نتیجه ساخت واحد آب شیرین کن برای تولید آب آشامیدنی گزینه‌ای مناسب خواهد بود. .

در ۲۶ دسامبر سال ۲۰۰۷، در ستون مجلهٔ The Atlanta Journal-Constitution، نولان هرتل، استاد مهندسی هسته‌ای و رادیولوژیک در مؤسسه فناوری جورجیا، نوشت: "... رآکتورهای هسته‌ای می‌توانند برای … تولید مقادیر زیادی آب آشامیدنی بکار روند. این فرایند در حال حاضر در سراسر جهان، از هند گرفته تا ژاپن و روسیه استفاده می‌شود. در ژاپن هشت رآکتور هسته‌ای به واحد آب شیرین کن متصل هستند… واحدهای آب شیرین کن هسته‌ای می‌توانند به عنوان منبع مقدار زیادی آب شرب باشند و توسط خطوط لوله صدها مایل دور تر برده شوند … "
علاوه بر این، روش جاری در کارخانه‌های دو منظوره ترکیبی از دو روش است، که در آن محصول یک واحد آب شیرین کن به روش اسمز معکوس با محصول از آب شیرین کن حرارتی مخلوط شده می‌شوند. در واقع، دو یا چند فرایندهای نمک زدایی همراه با تولید انرژی ترکیب می‌شوند. چنین تأسیساتی در حال حاضر در عربستان سعودی در شهر جده و ینبع اجرا شده‌است.
یک ناو هواپیمابر معمولی در ارتش ایالات متحده با استفاده از انرژی هسته‌ای در هر روز ۴۰۰٬۰۰۰ گالن آمریکا (۱۵۰۰٬۰۰۰ لیتر یا ۳۳۰٬۰۰۰ گالن انگلیس) آب نمک زدایی می‌کند.

### اقتصادی

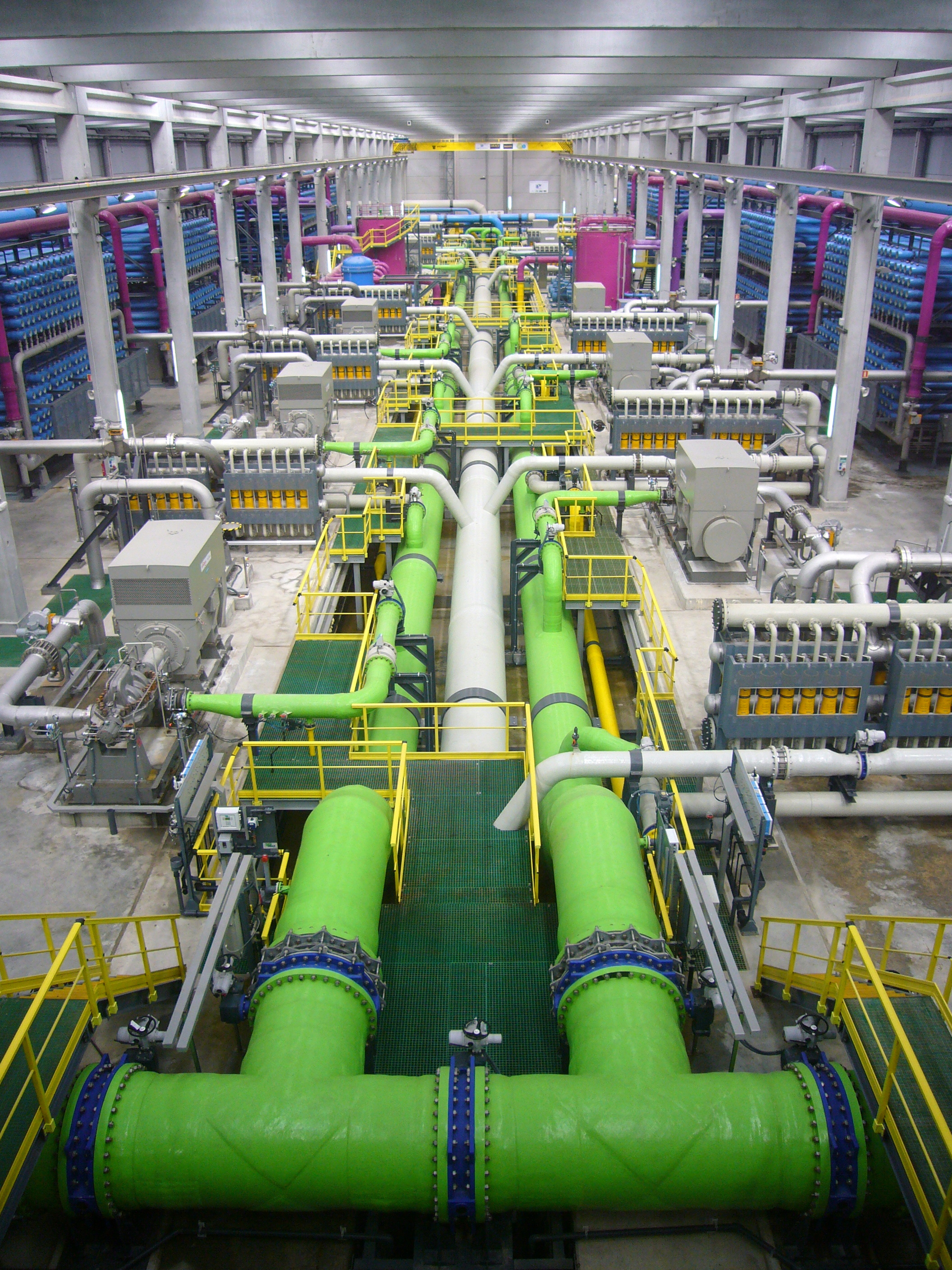
واحد نمک زدایی اسمز معکوس در بارسلون، اسپانیا

فاکتورهایی که تعیین کنندهٔ هزینهٔ آب شیرین کن هستند عبارتند از: ظرفیت و نوع تأسیسات، محل، آب، نیروی کار، انرژی، منابع مالی، و جمع‌آوری دور ریز. دستگاه‌های تقطیر نمک زدایی در حال حاضر فشار، دما و غلظت آب نمک را جهت بهینه‌سازی بهره‌وری کنترل می‌کنند. آب شیرین کن با انرژی هسته‌ای ممکن است در مقیاس بزرگ مقرون به صرفه باشد.

با توجه به هزینه‌های در حال کاهش، دید مثبتی در مورد این تکنولوژی برای مناطق نزدیک به اقیانوس وجود دارد. یک مطالعه در سال ۲۰۰۴ استدلال کرده، "آب نمک زدایی شده برای برخی مناطق که کمبود آب وجود دارد، و فقیر نیز نیستند، دور از دریا یا در ارتفاع بالا قرار دارند، می‌تواند راه حل مناسبی باشد. متأسفانه، این شامل مناطقی است که بزرگترین مشکلات را در زمینهٔ آب دارند. "، و،" در واقع، باید نیاز به بالابردن آب تا ارتفاع ۲۰۰۰ متر (۶٬۶۰۰ فوت)، یا حمل آن به بیش از ۱۶۰۰ کیلومتر (۹۹۰ مایل) دورتر وجود داشته باشد تا هزینه‌های انتقال با هزینه‌های آب شیرین کن برابر شود. در نتیجه، ممکن است انتقال آب شیرین از جای دیگر مقرون به صرفه تر از نمک زدایی آن باشد. در مناطق دور از دریا، مانند دهلی نو، یا در جاهای‌های مرتفع مانند مکزیکو سیتی، هزینه‌های بالای انتقال را باید به هزینه‌های زیاد نمک زدایی افزود. در جاها یی که هم تا حدودی دور از دریا هستند و هم مرتفع، مثل ریاض و حراره هزینه نمک زدایی آب گران است. در برخی موارد، هزینه شیرین کردن آب غالب است نه انتقال آن، بنابراین، این فرایند می‌تواند در جاها یی مثل پکن، بانکوک، ساراگوسا و فونیکس نسبتاً ارزانتر باشد، والبته، در شهرهایی ساحلی مثل طرابلس. بعد از اینکه در جبیل، عربستان سعودی، آب نمک زدایی شده به ۲۰۰ مایل (۳۲۰ کیلومتر) دورتر، به شهر ریاض بو سیلهٔ یک خط لوله فرستاده می‌شود. برای شهرهای ساحلی، نمک زدایی آب به‌طور فزاینده‌ای به عنوان یک منبع آب بکر و نامحدود در نظر گرفته می‌شود.

در سال ۲۰۰۵ در فلسطین، هزینه‌های نمکزدایی ۵۳ سنت به ازای هر متر مکعب و در سال ۲۰۰۶، در سنگاپور نمکزدایی از آب ۴۹ سنت به ازای هر متر مکعب رسید. در سال ۲۰۰۶ شهر پرت شروع به بهره‌برداری از کارخانه نمک زدایی آب دریا به روش اسمز معکوس نمود، و دولت استرالیای غربی اعلام کرده که کارخانه دومی نیز جهت برآورده کردن نیاز شهرها ساخته خواهد شد. در حال حاضر در بزرگترین شهر استرالیا، سیدنی، کارخانه آب شیرین کن در حال بهره‌برداری است و کارخانه نمک زدایی دیگری در، ویکتوریا در دست ساخت است.

بخشی از انرژی کارخانه آب شیرین کن پرت از نیروگاه بادی Emu downs تأمین می‌شود.
نیروگاه بادی Bungendore در نیو سات ولز برای تولید انرژی برگشت‌پذیر طراحی شده تا کمبود برق مورد نیاز واحد سیدنی را جبران کند، این اقدام به منظور کاهش نگرانی‌ها در مورد انتشار گازهای گلخانه‌ای، استدلالی رایج که در مخالفت با نمک زدایی آب دریا بکار می‌رود، انجام گرفته‌است.
در دسامبر ۲۰۰۷، دولت استرالیا جنوبی اعلام کرد که یک کارخانه نمک زدایی آب دریا برای شهر آدلاید در استرالیا، واقع در بندر Stanvac خواهد ساخت. بنا بود تا سرمایهٔ این کارخانه آب شیرین کن از محل افزایش بهای آب برای استهلاک کامل هزینهٔ آن تأمین شود. نظر سنجی آنلاین، غیرعلمی، نشان داد نزدیک به ۶۰در صد از آراء به نفع افزایش نرخ آب برای ساخت واحد نمک زدایی بود.

۱۷ ژانویه ۲۰۰۸، در وال استریت ژورنال مقاله‌ای به این موضوع اشاره داشت که: "در ماه نوامبر، شرکتی که دفتر مرکزی آن در کانکتیکات است بنام پوزئیدون ریسورس (Poseidon Resources Corp) برنده پروژه‌ای برای ساخت واحد آب شیرین کن ۳۰۰ میلیون دلاری Carlsbad در شمال سان دیگو شده‌است. تأسیسات ۵۰٬۰۰۰٬۰۰۰ گالن آمریکا (۱۹۰٬۰۰۰٬۰۰۰ لیتر ۴۲٬۰۰۰٬۰۰۰ گالن انگلیس) در روز آب نوشیدنی تولید می‌کند، که برای تأمین آب حدود ۱۰۰٬۰۰۰ خانه کفایت می‌کند. فناوری بهینه شده، هزینه‌ها را به نصف هزینه‌های در دهه گذشته تقلیل داده و آن را رقابتی تر کرده، پوزئیدون در نظر دارد آب را ۹۵۰ دلار به ازای هر هکتار-فوت (۱۲۰۰ متر مکعب یا ۴۲۰۰۰ فوت مکعب) در مقایسه با متوسط ۷۰۰ دلار هر هکتار-فوت (۱۲۰۰ مترمربع) است که سازمان‌های محلی در حال حاضر برای آب پرداخت می‌کنند. هر ۱۰۰۰ دلار در هر هکتار-فوت معادل ۰۶/۳ دلار به ازای هر ۱۰۰۰ گالن، یا ۸۱ سنت به ازای هر مترمکعب است. در برابر این مانع قانونی، پوزئیدون قبل از تصویب نهایی پروژه‌ای برای کاهش آسیبهای وارد شده به زندگی آبزیان، که در قانون ایالت کالیفرنیا الزامی بود، نتوانست پروژهٔ دیگری شروع کند. شرکت پوزئیدون به رغم تلاش‌های ناموفق برای تکمیل ساختار Tempa BayDesal، یک واحد آب شیرین کن در خلیج تمپا، فلوریدا، در سال ۲۰۰۱، به پیشرفتهایی در Carlsbad دست یافت. هیئت مدیره Tempa Bay water، در سال ۲۰۰۱ مجبور به خرید Tempa BayDesal از پوزئیدون شد تا از سومین شکست این پروژه جلوگیری کند. Tempa Bay water پیش از بهره‌برداری کامل از این تأسیسات در سال ۲۰۰۷، با پنج سال مشکلات مهندسی و بهره‌برداری با ۲۰٪ ظرفیت برای محافظت از زندگی دریایی که نزدیک به فیلترهای اسمز معکوس قرار داشتند، روبرو شد. در سال ۲۰۰۸، یک شرکت در سان لیندرو، کالیفرنیا، آب را ۴۶ سنت به ازای هر متر مکعب نمکزدایی می‌کرد. در حالی که نمکزدایی ۱۰۰۰ گالن آمریکایی (۳۸۰۰ لیتر؛ ۸۳۰ گالن انگلیس) آب می‌تواند در حدود ۳ دلار باشد، که مساوی همان مقدار آب بطری به ارزش ۷٬۹۴۵ دلاراست.

## ورودی آبگیری
در ایالات متحده، با توجه به حکم دادگاه در سال ۲۰۱۱ تحت قانون آب پاک، مصرف آب اقیانوس بدون کاهش مرگ و میر ناشی از آبزیان در اقیانوس، پلانکتونها، تخم، ماهی‌ها و لارو ماهی‌ها تا حد ۹۰٪، دیگر عملی نیست. گزینهٔ جایگزین چاه‌های ساحلی برای از بین بردن این نگرانی است، اما نیاز به انرژی بیشتر و هزینه‌های بالاتر دارد، درحالی‌که خروجی را محدود می‌کند.

## خروجی
تمام فرایندهای نمک زدایی، تولید مقدار زیادی کنسانتره می‌کنند، که ممکن است با درجه حرارت افزایش یابد و باقی‌مانده‌های مواد پیش تصفیه و تمیز کننده‌های شیمیایی، محصولات جانبی نتیجهٔ واکنش آنها، و فلزات سنگین ناشی از خوردگی را شامل می‌شود. مواد پیش تصفیه و تمیز کننده‌های شیمیایی در بیشتر واحدهای آب شیرین کن یک ضرورت است، که به‌طور معمول شامل پیشگیری رسوب بیولوژیکی، پوسته پوسته شدن، کف و خوردگی در واحدهای حرارتی، و در برابر رسوب بیولوژیکی، ذرات معلق و رسوبات پوسته‌ای در واحدهای غشایی می‌باشد.
برای محدود کردن اثرات زیست‌محیطی بازگرداندن آب نمک به اقیانوس، می‌توان آن را با یکی دیگر از جریانهای آب رقیق کرد، مثلاً خروجی تصفیه خانهٔ پساب یا خروجی نیروگاه. از آنجاییکه خروجی آب خنک‌کننده نیروگاه‌هایی از آب دریا برای خنک کردن استفاده می‌کنند به اندازهٔ خروجی تصفیه خانهٔ پساب شور نیست، شوری کاهش می‌یابد. جریان آب خنک‌کننده نیروگاه در یک نیروگاه متوسط یا بزرگ در مقایسه با یک واحد آب نمک زدایی، حداقل چندین بار بزرگتر از جریان خروجی واحد نمک زدایی است. روش دیگر برای کاهش شوری این است که آب شور را به‌وسیلهٔٔ یک دیفیوزر در یک «محدودهٔ اختلاط» مخلوط می‌کنند. برای مثال، هنگامی که خط لوله حاوی آب نمک به کف دریا می‌رسد، می‌توان آن را به شاخه‌های بسیاری تقسیم کرد، که هر یک به تدریج از طریق سوراخهایی کوچک در امتداد طولشان، آب شور خارج می‌کنند. مخلوط را می‌توان با خروجی رقیق شدهٔ نیروگاه یا تصفیه خانه پساب ترکیب کرد.
آب شور با توجه به بالاتر بودن غلظت املاح چگالتر از آب دریا است. کف اقیانوس بیشتر در معرض خطر است، زیرا آب نمک پایین رفته و به اندازه کافی مدت زیادی باقی می‌ماند تا به اکوسیستم آسیب بزند. ورود با دقت آب نمک می‌تواند این مشکل را به حداقل برساند. به عنوان مثال، کارخانه‌های آب شیرین کن و سازه‌های خروجی به اقیانوس در سیدنی اواخر سال ۲۰۰۷ ساخته شده‌است و متخصصان آب بیان داشتند که خروجی به اقیانوس را می‌توان در بستر اقیانوس قرار داد تا پراکندگی آب تغلیظ دریا را به حداکثر می‌رساند، به طوری که در فاصلهٔ بیش از ۵۰ تا ۷۵ متر از خروجی، غیرقابل تشخیص خواهد بود. شرایط معمولی اقیانوسی دور از سواحل به محصول فرعی اجازه می‌دهد تا به سرعت رقیق شود، در نتیجه آسیب به محیط زیست به حداقل می‌رسد. واحد نمک زدایی در Kwinana در پرت استرالیا در سال ۲۰۰۷ افتتاح شد. آب در این محل و در واحد نمک زدایی Golden coast کوئینزلند و واحد نمک زدایی Kurnell در سیدنی فقط ۰٫۱ متر در ثانیه (۰٫۳۳ فوت / ثانیه) خروجی دارند که به اندازه کافی آرام هست تا اجازه فرار به ماهی‌ها بدهد. این کارخانه نزدیک به ۱۴۰٬۰۰۰ مترمکعب آب شیرین در هر روز (۴٬۹۰۰٬۰۰۰ فوت مکعب) تولید می‌کند.

## جایگزین‌های بدون آلودگی
در برخی از روشهای نمک زدایی، به ویژه در ترکیب با برکهٔ تبخیر و دستگاه خورشیدی (آب شیرین کن خورشیدی) آب شور خارج نمی‌شود. آنها نه از مواد شیمیایی در فرایندهای خود استفاده می‌کنند و نه از سوخت‌های فسیلی. در این روشها با غشاء یا دیگر قطعات حساس مانند اجزایی که شامل فلزات سنگین است کار نمی‌کنند، بنابراین پسماند سمی بجا نمی‌ماند و نگهداری نیز پر هزینه نیست. یک روش جدید سیستم زیست سازه‌ای یکپارچه است که مانند دستگاه خورشیدی می‌باشد، اما در مقیاس حوضچه تبخیر صنعتی.
می‌توان این روش را " نمک زدایی کامل " در نظر گرفت، به دلیل اینکه کل مقدار آب شور ورودی را به آب مقطر تبدیل می‌کند. یکی از مزایای منحصر به فرد این نوع از آب شیرین کن با منبع انرژی خورشیدی، امکان بهره‌برداری دور از ساحل است. ازدیگر مزایایی این روش با توجه به استاندارد، این است که واحد آب شیرین کن هوا را آلوده نمی‌کند و خروجی آب خنک‌کننده نیروگاه نیز هیچ افزایش دمایی در آب ایجاد نمی‌کند تا زندگی آبزیان را در معرض خطر قرار دهد. یک مزیت مهم دیگر، تولید نمک دریا برای مصارف و غیر صنعتی است. در حال حاضر، ۵۰ درصد از تولید نمک دریا در جهان هنوز متکی به سوختهای فسیلی است.

## جایگزین‌هایی برای نمکزدایی
افزایش بهره‌وری و حفاظت از آب، نخستین اولویت اقتصادی در مناطقی از جهان است که در آنها پتانسیل زیادی برای بهبود بهره‌وری در شیوه‌های استفاده از آب وجود دارد.
بازیافت پساب‌ها برای آبیاری و استفاده‌های صنعتی در مقایسه با روش نمک زدایی، مزیتی چندین برابر دارد. جمع‌آوری روان‌آب‌های شهری و آب توفان نیز برای تصفیه، بازسازی و شارژ آبهای زیرزمینی سودمند است.
یک جایگزین پیشنهادی برای نمک زدایی در جنوب غربی آمریکا واردات عمدهٔ آب از مناطق غنی از آب با تبدیل نفتکشهای بسیار بزرگ به حامل آب، یا از طریق خطوط لوله است. این ایده به لحاظ سیاسی در کانادا محبوبیت ندارد، جاییکه دولتها، به سبب پروندهٔ یک ادعا در سال ۱۹۹۹ تحت فصل ۱۱ از توافقنامه تجارت آزاد آمریکای شمالی (NAFTA) توسط شرکت سان بلت واتر (Sun Belt Water Inc) در اشاره به فشار نیازهای محلی با توجه به خشکسالی شدید در آن منطقه، موانع تجاری بر صادرات عمدهٔ آب اعمال کردند.

## همچنین ببینید
- مدیریت بحران آب